# Carl Georg Theodor Kortum
Carl Georg Theodor Kortum (* 29. Mai 1765 in Dortmund; † 9. Februar 1847 in Stolberg (Rheinland)) war ein deutscher Arzt.

## Leben
Carl Theodor Kortum wurde am 29. Mai 1765 in Dortmund geboren. Er studierte in Göttingen und promovierte 1785. Er war der Verfasser zahlreicher medizinischer Schriften, nach ihm wurde die Kortumstraße in Stolberg benannt.
Er hatte drei Kinder, die ebenfalls als Ärzte tätig waren:
- Kortum, Carl Leonhard, Dr. med. (1803–1836), Vater des Bonner Mathematikprofessors Hermann Kortum
- Kortum, Wilhelm Theodor, Dr. med. (1808–1895)
- Kortum, Johann August, Dr. med (1820)

Der Bochumer Arzt Carl Arnold Kortum (1745–1824) war sein Vetter.

## Schriften
- 1789 – Commentarius de vitio scrofuloso
- 1789 – Medicinisch-praktische Bibliothek für Ärzte und Wundärzte, 3 Bände
- 1791 – Medicinisch-chirurgisches Handbuch Der Augenkrankheiten
- 1792 – Enchiridium medicum
- 1796 – Beiträge zur praktischen Arzneiwissenschaft
- 1798 – Vollständige physikalisch-medicinische Abhandlung über die warmen Mineralquellen und Bäder in Aachen und Burdscheid
- 1800 – Kleine Aufsätze[2]
- 1817 – Die warmen Mineralquellen und Bäder in Aachen und Burdscheid
- 1836 – Histoire des maladies observées à la grande armée Française